# Pierre Pellerin (journaliste)
Pour les articles homonymes, voir Pellerin.
Ne doit pas être confondu avec Pierre Pellerin (professeur).
Pierre Pellerin (né le 10 juillet 1920 à Paris et mort le 1er janvier 2001 à Saint-Molf) est un journaliste et écrivain spécialisé dans la nature et l'écologie.

## Biographie
Il travailla comme journaliste de presse écrite dans des revues animalières comme La Vie des Bêtes et Bêtes et Nature.
Il était rédacteur en chef de Bêtes et Nature.
Trésorier de la Ligue pour la protection des oiseaux (LPO) en 1966, il fut aussi le premier directeur de publication de la revue de la Ligue, L'Oiseau mag créée en 1985.
Il a été président de l'association des journalistes-écrivains pour la nature et l'écologie (JNE).

## Écrits
- Des Hommes parmi les oiseaux, Crépin-Leblond, 1956.
- Avec Guy Dhuit, À l'affût des bêtes libres, Hatier, 1966.
- Nature, attention, poisons !, Stock, Paris, 1970.
- Lettres ouvertes aux assassins de la nature, Stock, Paris, 1972.
- Sauvons la mer, Presses de la Cité, 1976  (ISBN 2-258-00013-0).
- Avec Robert Frédérick & Denis Piotton, Sauvons la nature, source de notre vie, Éditions Dangles, 1985  (ISBN 2-7033-0277-0).
- La Vie secrète des bêtes dans les jardins et les maisons, Hachette, 1986  (ISBN 2-01-008788-7).
- Une Enfance en brousse congolaise, Arthaud, 1990  (ISBN 2-7003-0861-1).
- Avec Marc Giraud, Les Rendez-vous de la nature au fil des mois, Nathan, 1991  (ISBN 2-09-278429-3).

- Prix Jacques-Lacroix 1992 de l’Académie française